# Lepidozioideae
Lepidozioideae, jedna od sedam potporodica jetrenjarki iz porodice Lepidoziaceae. Sastoji se od četiri roda od kojih je tipičan rod Lepidozia. Sprucella Steph., sinonim je za Lepidozia (Dumort.) Dumort.

## Rodovi
1. Ceramanus E.D.Cooper
2. Lepidozia (Dumort.) Dumort.
3. Neolepidozia Fulford & J.Taylor
4. Tricholepidozia (R.M.Schust.) E.D.Cooper